# Орлистат
Орлистат — лекарственное средство, специфический ингибитор желудочно-кишечных липаз. Используется как средство для снижения веса.

## Химическое описание
Белый кристаллический порошок, практически не растворим в воде, но легко растворим в этаноле и метаноле.

## Фармакокинетика
Орлистат в кровь практически не проникает — через 6 часов после приёма концентрация препарата в крови составляет менее 6 нг/мл, ввиду чего орлистат не обладает системным воздействием. Метаболизируется в стенке кишечника до неактивных метаболитов. Выводится с калом (97 %), при этом 83 % — в неизменённом виде. Через 5 суток полностью элиминируется из организма.

## Фармакодинамика
Препарат обладает высокой липофильностью и смешивается с каплями жира.
Орлистат ковалентно связывается с активным центром панкреатической и желудочной липаз, тем самым инактивируя их. Ввиду ингибирования желудочно-кишечных липаз триглицериды не могут проникнуть в кровь. При этом создаётся дефицит энергии, что приводит к мобилизации жира из депо. Под влиянием орлистата уменьшается в основном масса висцеро-абдоминального жира.
Также орлистат способствует снижению гиперхолестеринемии — ввиду снижения количества свободных жирных кислот и моноглицеридов в просвете кишки — уменьшается растворимость холестерина, что снижает его способность проникать в кровь. 

Вследствие нормализации липидного состава крови повышается чувствительность тканей к инсулину, снижается гиперинсулинемия, что также способствует уменьшению массы висцеро-абдоминального жира. По данным мультицентровых плацебоконтролируемых исследований, через 52 недели применения орлистата в стандартных дозах масса тела снижалась на 6,2 % от исходной, уровень инсулина снижался на 18 %.

## Показания
Препарат применяется для лечения избыточной массы тела, ожирения, метаболического синдрома.

## Противопоказания
- синдром мальабсорбции
- Употребление запрещено при возрасте менее 12 лет.
- нефролитиаз и гипероксалурия (так как при применении орлистата повышается концентрация оксалатов в моче)

## Режим дозирования
Препарат применяется в дозе 120 мг (1 капсула) во время каждого приёма пищи. Если приём еды пропущен или содержит мало жира, то приём препарата можно пропустить.
Орлистат принимается не менее 3 месяцев. Увеличение дозы орлистата свыше рекомендованной (120 мг 3 раза в сутки) не приводит к усилению его терапевтического эффекта.

## Побочные действия
Со стороны желудочно-кишечного тракта:
- учащение дефекации — 20,4 %
- маслянистые выделения из заднего прохода — 17,5 %
- метеоризм — 23,9 %
- недержание кала — 7,7 %

Побочные эффекты со стороны ЖКТ обусловлены высоким содержанием жира в пище.
По данным статистики, из-за этих побочных эффектов прекращают приём препарата 8,8 % пациентов.
Для профилактики возникновения этих явлений следует придерживаться умеренной гипокалорийной диеты, содержащей не более 30 % жира (от общего суточного калоража). При этом побочных эффектов не наблюдается.
Также в течение первых 1-4 недель приёма препарата наблюдаются побочные эффекты со стороны нервной системы:
- головная боль — 30 %
- головокружение — 5 %
- нарушение сна — 3,9 %
- тревожное состояние — 4,7 %

Препарат может вызывать кишечную стеаторею из-за нарушения всасывания жиров и дефицит жирорастворимых витаминов.

## Беременность и лактация
Применение препарата в период беременности и лактации нежелательно, так как приводит к снижению поступления в организм жирорастворимых витаминов, что крайне нежелательно в период беременности и лактации.

## Лекарственное взаимодействие
Орлистат снижает всасывание жирорастворимых витаминов: β-каротина (витамин A), α-токоферола (витамин E) и витамина K на 30 %.
Приём алкоголя не влияет на фармакокинетику и фармакодинамику орлистата.